# San Juan Bautista, Huaquechula
San Juan Bautista är en ort i Mexiko.   Den ligger i kommunen Huaquechula och delstaten Puebla, i den sydöstra delen av landet, 100 km sydost om huvudstaden Mexico City. San Juan Bautista ligger 1 646 meter över havet och antalet invånare är 361.
Terrängen runt San Juan Bautista är kuperad åt nordost, men åt sydväst är den platt. Terrängen runt San Juan Bautista sluttar söderut. Runt San Juan Bautista är det ganska tätbefolkat, med 139 invånare per kvadratkilometer. Närmaste större samhälle är Atlixco, 13,5 km norr om San Juan Bautista. Omgivningarna runt San Juan Bautista är en mosaik av jordbruksmark och naturlig växtlighet.